# 科諾布古
科諾布古（法語：Konobougou），是馬里的城鎮，位於該國中南部，由塞古區的巴魯埃利省負責管轄，面積793平方公里，海拔高度355米，2009年人口37,150，人口密度每平方公里46.85人。
12°55′N 6°46′W / 12.917°N 6.767°W